# سیارک ۹۸۲
سیارک ۹۸۲ (به انگلیسی: 982 Franklina، نامگذاری:1922MD) نهصد و هشتاد و دومین سیارک کشف شده‌است که در ۲۱ مه ۱۹۲۲ کشف شد.
قدر مطلق سیارک برابر ۹٫۹۰ است.